# Eleição presidencial na Coreia do Sul em 2025
Uma eleição presidencial antecipada foi realizada na Coreia do Sul no dia 3 de junho de 2025. Originalmente agendada para 3 de março de 2027, a eleição foi adiantada para ocorrer em ou antes de 3 de junho de 2025, após o impeachment de Yoon Suk-yeol. A data se deve à exigência da constituição da Coreia do Sul de que uma eleição seja realizada dentro de 60 dias de uma vacância presidencial permanente.
Desde a democratização e o estabelecimento da Sexta República, esta foi a nona eleição presidencial, a segunda eleição após um impeachment presidencial e a primeira realizada num ano diferente do originalmente programado.
Lee Jae-myung, do Partido Democrático da Coreia, liberal centrista, foi eleito presidente, derrotando Kim Moon-so, do Partido do Poder Popular, conservador de direita, e Lee Jun-seok, do Partido da Reforma, conservador moderado.

## Contexto
Após a declaração de lei marcial pelo presidente Yoon Suk-yeol, do Partido do Poder Popular, em 3 de dezembro de 2024, a Assembleia Nacional votou pelo seu impeachment em 14 de dezembro de 2024, com o apoio de 204 dos 300 legisladores, e assim afastou Yoon do cargo, que foi assumido interinamente pelo primeiro-ministro Han Duck-soo. Menos de duas semanas depois, em 27 de dezembro, Han também foi afastado em outro processo de impeachment, iniciado após ele bloquear a indicação de três juízes para a Corte Constitucional da Coreia nomeados pela Assembleia Nacional, e se recusar a sancionar duas leis que nomeariam procuradores para investigar e processar Yoon e a primeira-dama Kim Keon-hee, levando o vice-primeiro-ministro e ministro da Economia e Finanças Choi Sang-mok à presidência interina.
Ambos os processos de impeachment foram julgados em definitivo pela Corte Constitucional: em 24 de março de 2025, o tribunal rejeitou a destituição de Han por 5 votos a 1, restaurando-o ao cargo interino. Por sua vez, o impeachment de Yoon foi deferido e confirmado no dia 4 de abril de 2025 por 8 votos a 0 em decisão unânime, deixando a presidência oficialmente vaga. De acordo com a constituição do país, em caso de vacância presidencial, uma eleição deve ser realizada dentro de 60 dias para determinar o novo presidente. Em 8 de abril, Han Duck-soo anunciou 3 de junho como a data da eleição.
Em 1.º de maio, ambos Han e Choi renunciaram a seus cargos: Han renunciou à presidência interina e ao cargo de primeiro-ministro para tentar obter a nomeação do Partido do Poder Popular e concorrer a presidente, e Choi renunciou minutos antes da votação de uma moção para seu impeachment, suspendendo os procedimentos e deixando a presidência interina com o ministro da Educação Lee Ju-ho. No entanto, a primária do partido já estava em andamento sem a participação de Han, e resultou na escolha do ex-ministro do Emprego e Trabalho, Kim Moon-soo, como candidato. A liderança do partido chegou a anunciar o cancelamento da nomeação de Kim e sua substituição por Han, mas após forte reação negativa, a manobra foi cancelada em poucas horas quando uma pesquisa entre os filiados apontou grande rejeição à troca, confirmando a candidatura de Kim. Kim, ex-governador de Gyeonggi, havia sido um ativista de movimentos trabalhistas e estudantis marxistas radicais durante os períodos de autoritarismo militar do país, participando de protestos contra os governos ditatoriais e chegando a ser preso e torturado repetidas vezes nas décadas de 1970 e 1980. Mesmo se tornando um político conservador após o colapso da União Soviética, sua candidatura foi vista como um desafio às elites do Partido do Poder Popular. Ele se opôs aos impeachments de Park Geun-hye e Yoon Suk-yeol.
Por sua vez, as primárias do Partido Democrático foram vencidas por Lee Jae-myung, também ex-governador de Gyeonggi, conhecido por ter perdido a eleição de 2022 para Yoon Suk-yeol, ter pulado a cerca da Assembleia Nacional para votar a derrubada do decreto de lei marcial de Yoon, e por ter sobrevivido a um esfaqueamento em Busan em janeiro de 2024. Ainda assim, ele teve sua elegibilidade contestada nos tribunais devido a processos por acusações de corrupção, recebimento de propina, um escândalo imobiliário e violações de leis eleitorais em pleitos anteriores, que ele alega não possuírem evidências e terem motivação política. Em 1.º de maio de 2025, a Suprema Corte da Coreia anulou um veredito que havia o inocentado nas instâncias inferiores da acusação de ter conscientemente realizado declarações falsas durante um debate presidencial em 2022, e ordenou um novo julgamento. No entanto, o Tribunal Superior de Seul adiou o novo julgamento para depois da eleição, que Lee venceu, e com a imunidade que ele possui enquanto ocupa a presidência, este só deverá ser retomado após o fim de seu mandato, em 2030.

## Sistema eleitoral
O presidente da Coreia do Sul é eleito por meio de um sistema de votação plural em turno único, para um mandato de cinco anos. O presidente em exercício e ex-presidentes não são elegíveis para concorrer. Ao contrário das eleições presidenciais regularmente programadas, a posse do vencedor de uma eleição antecipada ocorre imediatamente após os resultados serem confirmados pela Comissão Eleitoral Nacional, sem um período de transição de dois meses, como é habitual.

## Pesquisas de opinião

Curva LOESS para a próxima eleição presidencial sul-coreana com média de 7 dias

## Resultados
| Candidato                          | Candidato                          | Partido / Coligação                | Votos      | %     |
| ---------------------------------- | ---------------------------------- | ---------------------------------- | ---------- | ----- |
|                                    | Lee Jae-myung                      | Partido Democrático da Coreia      | 17 287 513 | 49,42 |
|                                    | Kim Moon-soo                       | Partido do Poder Popular           | 14 395 639 | 41,15 |
|                                    | Lee Jun-seok                       | Partido da Reforma                 | 2 917 523  | 8,34  |
|                                    | Kwon Yeong-guk                     | Partido Democrático Trabalhista    | 344 150    | 0,98  |
|                                    | Song Jin-ho                        | Independente                       | 35 791     | 0,1   |
| Total                              | Total                              | Total                              | 34 980 616 | 100   |
|                                    |                                    |                                    |            |       |
| Votos válidos                      | Votos válidos                      | Votos válidos                      | 34 980 616 | 99.27 |
| Votos inválidos/em branco          | Votos inválidos/em branco          | Votos inválidos/em branco          | 255 881    | 0.73  |
| Votos totais                       | Votos totais                       | Votos totais                       | 35 236 497 | 100   |
| Eleitores registrados/Participação | Eleitores registrados/Participação | Eleitores registrados/Participação | 44 391 871 | 79.38 |
| Fonte:                             |                                    |                                    |            |       |

## Reações
Em seu discurso de posse em 4 de junho, dia seguinte à eleição, Lee Jae-myung afirmou que a vitória pertence ao povo e agradeceu aos eleitores por demonstrarem sua vontade democrática em tempos de incerteza política. Lee se comprometeu a cumprir fielmente as responsabilidades confiadas a ele, expressou seu compromisso em construir "uma nação para os cidadãos comuns" e afirmou que o poder presidencial deve ser exercido não para ganho pessoal, mas apenas para o bem-estar do povo e o futuro do país.
Kim Moon-soo admitiu a derrota e parabenizou Lee, afirmando que "A Coreia continuou a realizar grandes progressos com o poder do povo, independentemente das crises que enfrentou".
Lee Jun-seok assumiu a responsabilidade pelo resultado abaixo do esperado do Partido da Reforma.
Em uma declaração à Yonhap após a eleição, um oficial não nomeado da Casa Branca escreveu que "Enquanto a Coreia do Sul teve uma eleição livre e justa, os Estados Unidos permanecem preocupados e contrários à interferência e influência chinesa em democracias ao redor do mundo".